# Gustav Woldemar Kretzschmar
Gustav Woldemar Kretzschmar (* 21. Juli 1799 in Zittau; † 4. März 1854 ebenda) war ein deutscher Jurist und Politiker.

## Leben
Kretzschmar war ein Sohn des Zittauer Advokaten Carl Traugott Kretzschmar. Eine erste Schulbildung erhielt er durch Hauslehrer. Er besuchte vor Ort das Gymnasium. Ab 1817 studierte er an der Universität Leipzig die Rechtswissenschaften. Nach dem bestandenen Examen kehrte er 1820 nach Zittau zurück, wo er sich als Advokat niederließ. Er war zeitweise Justiziar in Radgendorf und Gerichtshalter in Althörnitz. Als bürgerschaftliches Mitglied gehörte Kretzschmar der Deputation der Stadt Zittau an.
Ab 1845 war er stellvertretender Abgeordneter des 20. städtischen Wahlbezirks in der II. Kammer des Sächsischen Landtags. Auf dem nach dem liberalen Wahlrecht vom 15. November 1848 gewählten Landtag 1849 vertrat er den 1. Wahlbezirk in der II. Landtagskammer, in die er verspätet am 2. Februar 1849 eintrat. Das Mandat hatte er in einer Nachwahl erlangt, nachdem Johann Gottlieb Birnbaum in der Hauptwahl in zwei Wahlkreisen zum Abgeordneten gewählt worden war, aber das Mandat im 2. Wahlbezirk annahm. auf dem Landtag 1849/50 den 1., 2. und 3. Wahlbezirk in der I. Landtagskammer. Da der bisherige Abgeordnete Adolf Ernst Hensel wegen Suspension ausgeschieden war, wurde Kretzschmar von Anbeginn des Landtags 1850/51, der nach Annullierung des Wahlgesetzes von 1848 und Restituierung des alten Wahlrechts gemäß der Sächsischen Verfassung von 1831 anberaumt wurde, zur Wahrnehmung des Mandats einberufen. Krankheitsbedingt, aber auch wegen konstitutioneller Gewissenszweifel an der Legitimität des Landtages bat er zwischen Juli und September 1850 mehrfach um Entlassung aus seinem Landtagsmandat, was ihm am 18. September 1850 von der Landtagskammer gewährt wurde.
Er war ab 1829 mit Julie Luise geborene Adolph verheiratet. Kretzschmar starb im März 1854 im Alter von 53 Jahren. In seinem Testament stiftete er dem Zittauer Gymnasium 800 Taler als Legat für eine Schulprämienstiftung.